# Marie-Dominique Philippe
Marie-Dominique Philippe (Cysoing, 8 settembre 1912 – Saint-Jodard, 26 agosto 2006) è stato un teologo e filosofo francese dell'Ordine dei frati predicatori.
Ha fondato nel 1975 un istituto religioso: la Comunità di San Giovanni.